# 殿ヶ谷古墳群
座標: 北緯35度26分10.2秒 東経139度35分48.6秒 / 北緯35.436167度 東経139.596833度
殿ヶ谷古墳群（とのがやこふんぐん）は、かつて神奈川県横浜市南区永田東（旧永田町字殿ヶ谷・三縄田）に存在した古墳時代前期の古墳群。3基の前方後円墳と横穴墓1基が検出されたほか、古墳の周囲および墳丘直下から検出された各種遺構と併せて複合遺跡の「殿ヶ谷遺跡」とも呼称される。現在はいずれも消滅している。

## 概要
当古墳群は、井土ヶ谷駅北西部の旧南区永田町字殿ヶ谷・三縄田地区にあたる、大岡川左岸に面した標高35～50メートル級の丘陵上に位置していた。古墳群を含めた殿ヶ谷遺跡全体の規模は約30000平方メートルにおよぶと見られている。
帝人事業団による当丘陵の宅地開発のため、造成と掘削が行われるのに先立ち、1975年（昭和50年）5月10日から1976年（昭和51年）6月29日にかけて、遺跡調査会（殿ヶ谷遺跡調査団）による発掘調査（調査担当:榊原松司）が実施された。
調査の結果、殿ヶ谷古墳群としては3基の前方後円墳と横穴墓1基が検出された。また、古墳群の周囲や墳丘直下を含めた台地全域に広がる殿ヶ谷遺跡としては、縄文時代前期の遺物のほか、弥生時代後期の竪穴建物や同時期の方形周溝墓、古墳時代中期～後期の竪穴建物などが検出された。

### 1号墳
日本考古学協会1977年（昭和52年）発行の『日本考古学年報28号』では「殿ヶ谷1号古墳」、翌年発行の『日本考古学年報29号』では「殿ヶ谷M1古墳」と呼称されている。
全長約41メートル、後円部23メートル、墳丘残存高2メートルを測り、その形状から前方後円墳と判断されているが、埋葬施設などは明確に検出されていない。また、墳丘直下からは弥生時代後期の方形周溝墓2基や合口棺墓、溝状遺構、土坑などが検出された。現状では古墳時代前期に大岡川流域に出現した首長墓と推定されている。

### 2号墳
『日本考古学年報28号』では「殿ヶ谷2号古墳」、『日本考古学年報29号』では「殿ヶ谷M2古墳」と呼称されている。
全長約37メートル、後円部16メートル、墳丘残存高0.5メートルの前方後円墳と判断されている。前方部上に埋葬施設と見られる土坑が検出されたが、副葬品は検出されなかった。また墳丘直下からは、弥生時代後期の溝状遺構が検出された。

### 3号墳
『日本考古学年報28号』では「殿ヶ谷3号古墳」、『日本考古学年報29号』では「殿ヶ谷M3古墳」と呼称されている。
全長約36メートル、後円部15メートルの前方後円墳と判断されている。前方部上に埋葬施設と見られる土坑が検出され、刀子片1点が検出された。また周溝から高坏1点が検出された。

### 殿ヶ谷横穴墓
『日本考古学年報28号』では「殿ヶ谷横穴古墳」と呼称されている。
玄室・羨道合わせた全長約7メートル、玄室長3.5メートル、幅2.6～4メートルを測り、玄室平面形が羽子板形を呈する横穴墓である。横穴墓が1基単体で存在することはほとんどないため、複数存在したと見られるが、調査以前に消滅したと考えられている。副葬品として、川原石の敷かれた床面から玉112点、耳環4点、刀子1点などが検出され、このほか地主により発掘調査以前に取り出されていた須恵器3点も存在した。

### その他遺構（殿ヶ谷遺跡）
古墳の墳丘直下からは、弥生時代後期の方形周溝墓や合口棺墓、溝状遺構、土坑などが検出された。また古墳周囲の台地上（殿ヶ谷遺跡A～E地点）からは、竪穴建物15棟（弥生時代後期（久ヶ原式・朝光寺原式期）4棟、古墳時代中期（和泉式期）5棟、古墳時代後期（鬼高式期）5棟、時期不明1棟）などが検出され、古墳群築造以前には弥生時代後期の集落および墓群が営まれ、古墳群造営～以後の時期にかけて、古墳群の周囲に集落が形成されていたことが判明した。